# زنبق آلکسینکو
زنبق آلکسینکو (نام علمی: Iris alexeenkoi) نام یک گونه از سرده زنبق است.